# Potencial Hardcore
Potencial Hardcore (PHC) és un segell discogràfic i botiga de discos i complements musicals amb seu al barri madrileny de Vallecas. La discogràfica, especialitzada en gèneres com el hardcore punk, l'oi! i l'ska, publica grups i artistes d'ideologia política antifeixista.
Potencial Hardcore es va formar el 1986 i al llarg de la seva existència ha publicat grups destacats de l'escena estatal com HHH, Etsaiak, L'Odi Social, Espasmódicos, Segismundo Toxicómano, Sin Dios, Subterranean Kids, Hechos Contra el Decoro, Los Muertos de Cristo, Non Servium, Núcleo Terco o Habeas Corpus. L'any 2016, va celebrar el seu trentè aniversari amb un concert especial al centre social okupat Atalaya de Madrid.